# Raparna ochreipennis
Raparna ochreipennis là một loài bướm đêm trong họ Noctuidae.